# Сайри
Сайрите (Scomberesocidae) са семейство животни от разред Зарганоподобни (Beloniformes).
Таксонът е описан за пръв път от Йоханес Петер Мюлер през 1843 година.

## Родове
- Cololabis
- Scomberesox